# Decelia
Decelia é um gênero de mariposa pertencente à família Crambidae.